# مانجو أخضر الصدر
مانجو أخضر الصدر (الاسم العلمي: Anthracothorax prevostii) (بالإنجليزية: Green-breasted mango)‏ ، هو نوع ينتمي إلى طنان (فصيلة: Trochilidae) .